# Shorttrack op de Olympische Winterspelen 2018 - 1000 meter mannen
De 1000 meter voor mannen tijdens het shorttracktoernooi van de Olympische Winterspelen 2018 vonden plaats op 13 en 17 februari 2018 in het Gangneung Ice Arena in Gangneung.
De Canadees Samuel Girard won het goud, voor de Amerikaan John-Henry Krueger en de Zuid-Korean Seo Yi-ra.

## Tijdschema
| Datum       | Lokale tijd | MET   | Ronde         |
| ----------- | ----------- | ----- | ------------- |
| 13 februari | 19:26       | 11:26 | Series        |
| 17 februari | 19:44       | 11:44 | Kwartfinales  |
| 17 februari | 20:43       | 12:43 | Halve finales |
| 17 februari | 21:26       | 13:26 | Finale        |

## Uitslag

### Series
Heat 1
| # | Naam               | Land | Tijd     | Opm. |
| - | ------------------ | ---- | -------- | ---- |
| 1 | John-Henry Krueger | USA  | 1.25,913 | Q    |
| 2 | Farrell Treacy     | GBR  | 1.26,762 | Q    |
| 3 | Ryosuke Sakazume   | JPN  | DNF      | ADV  |
|   | Aaron Tran         | USA  |          | PEN  |

Heat 2
| # | Naam             | Land | Tijd     | Opm. |
| - | ---------------- | ---- | -------- | ---- |
| 1 | Lim Hyo-jun      | KOR  | 1.23,971 | Q    |
| 2 | Kazuki Yoshinaga | JPN  | 1.24,030 | Q    |
| 3 | Charle Cournoyer | CAN  | 1.24,051 |      |
| 4 | Daan Breeuwsma   | NED  | 1.24,429 |      |

Heat 3
| # | Naam                   | Land | Tijd     | Opm. |
| - | ---------------------- | ---- | -------- | ---- |
| 1 | Samuel Girard          | CAN  | 1.23,894 | Q    |
| 2 | Semjon Jelistratov     | OAR  | 1.23,979 | Q    |
| 3 | Keita Watanabe         | JPN  | 1.24,078 |      |
| 4 | Nurbergen Zhumagaziyev | KAZ  | 1.24,271 |      |

Heat 4
| # | Naam              | Land | Tijd     | Opm. |
| - | ----------------- | ---- | -------- | ---- |
| 1 | Sjinkie Knegt     | NED  | 1.23,823 | Q    |
| 2 | Thibaut Fauconnet | FRA  | 1.24,381 | Q    |
| 3 | Roberts Zvejnieks | LAT  | 1.26,408 | ADV  |
|   | Ren Ziwei         | CHN  |          | PEN  |

Heat 5
| # | Naam                | Land | Tijd     | Opm.  |
| - | ------------------- | ---- | -------- | ----- |
| 1 | Charles Hamelin     | CAN  | 1.23,407 | Q, OR |
| 2 | Wu Dajing           | CHN  | 1.23,463 | Q     |
| 3 | Sébastien Lepape    | FRA  | 1.23,489 |       |
| 4 | Aleksandr Shulginov | OAR  | 1.31,133 |       |

Heat 6
| # | Naam           | Land | Tijd     | Opm. |
| - | -------------- | ---- | -------- | ---- |
| 1 | Itzhak de Laat | NED  | 1.24,639 | Q    |
| 2 | Seo Yi-ra      | KOR  | 1.24,734 | Q    |
| 3 | Tomasso Dotti  | ITA  | 1.25,369 |      |
|   | Han Tianyu     | CHN  |          | PEN  |

Heat 7
| # | Naam              | Land | Tijd     | Opm. |
| - | ----------------- | ---- | -------- | ---- |
| 1 | Hwang Dae-heon    | KOR  | 1.24,457 | Q    |
| 2 | Yuri Confortola   | ITA  | 1.25,297 | Q    |
| 3 | Josh Cheetham     | GBR  | 1.26,223 |      |
|   | Vladislav Bykanov | ISR  |          | PEN  |

Heat 8
| # | Naam               | Land | Tijd     | Opm. |
| - | ------------------ | ---- | -------- | ---- |
| 1 | Shaolin Sándor Liu | HUN  | 1.31,547 | Q    |
| 2 | Roberto Puķītis    | LAT  | 1.31,635 | Q    |
| 3 | John Robert Celski | USA  | 1.31,812 |      |
|   | Pavel Sitnikov     | OAR  |          | PEN  |

### Kwartfinales
Heat 1
| # | Naam              | Land | Tijd     | Opm. |
| - | ----------------- | ---- | -------- | ---- |
| 1 | Seo Yi-ra         | KOR  | 1.24,053 | Q    |
| 2 | Lim Hyo-jun       | KOR  | 1.24,095 | Q    |
| 3 | Thibaut Fauconnet | FRA  | 1.24,344 |      |
|   | Hwang Dae-heon    | KOR  |          | PEN  |

Heat 2
| # | Naam             | Land | Tijd     | Opm. |
| - | ---------------- | ---- | -------- | ---- |
| 1 | Samuel Girard    | CAN  | 1.24,289 | Q    |
| 2 | Yuri Confortola  | ITA  | 1.24,383 | Q    |
| 3 | Itzhak de Laat   | NED  | 1.24,423 |      |
| 4 | Kazuki Yoshinaga | JPN  | 1.24,649 |      |

Heat 3
| # | Naam               | Land | Tijd     | Opm. |
| - | ------------------ | ---- | -------- | ---- |
| 1 | Semjon Jelistratov | OAR  | 1.23,893 | Q    |
| 2 | Ryosuke Sakazume   | JPN  | 1.24,099 | Q    |
| 3 | John-Henry Krueger | USA  | 1.24,598 | ADV  |
| 4 | Farrell Treacy     | GBR  | 1.25,080 |      |
|   | Sjinkie Knegt      | NED  |          | PEN  |

Heat 4
| # | Naam               | Land | Tijd     | Opm. |
| - | ------------------ | ---- | -------- | ---- |
| 1 | Sándor Liu Shaolin | HUN  | 1.24,012 | Q    |
| 2 | Charles Hamelin    | CAN  | 1.24,015 | Q    |
| 3 | Roberto Puķītis    | LAT  | 1.24,022 |      |
| 4 | Roberts Zvejnieks  | LAT  | 1.24,306 |      |
|   | Wu Dajing          | CHN  |          | PEN  |

### Halve finales
Heat 1
| # | Naam               | Land | Tijd     | Opm. |
| - | ------------------ | ---- | -------- | ---- |
| 1 | Lim Hyo-jun        | KOR  | 1.26,463 | QA   |
| 2 | Shaolin Sándor Liu | HUN  | 1.26,488 | QA   |
| 3 | Yuri Confortola    | ITA  | 1.26,626 | QB   |
| 4 | Semjon Jelistratov | OAR  | 1.26,773 | QB   |

Heat 2
| # | Naam               | Land | Tijd     | Opm. |
| - | ------------------ | ---- | -------- | ---- |
| 1 | John-Henry Krueger | USA  | 1.24,187 | QA   |
| 2 | Seo Yi-ra          | KOR  | 1.24,252 | QA   |
| 3 | Ryosuke Sakazume   | JPN  | 1.24,317 | QB   |
| 4 | Samuel Girard      | CAN  | 1.25,102 | ADV  |
|   | Charles Hamelin    | CAN  |          | PEN  |

### Finales
A-Finale
| #      | Naam               | Land | Tijd     | Opm. |
| ------ | ------------------ | ---- | -------- | ---- |
| Goud   | Samuel Girard      | CAN  | 1.24,650 |      |
| Zilver | John-Henry Krueger | USA  | 1.24,864 |      |
| Brons  | Seo Yi-Ra          | KOR  | 1.31,619 |      |
| 4      | Lim Hyo-jun        | KOR  | 1.33,312 |      |
| 8      | Sándor Liu Shaolin | HUN  |          | PEN  |

B-Finale
| # | Naam               | Land | Tijd     | Opm. |
| - | ------------------ | ---- | -------- | ---- |
| 5 | Ryosuke Sakazume   | JPN  | 1.27,552 |      |
| 6 | Semjon Jelistratov | OAR  | 1.27,621 |      |
| 7 | Yuri Confortola    | ITA  | 1.27,712 |      |